# Leandro Mbomio Nsue
Leandro Mbomio Nsue Edú-Aguong  (Evinayong, Guinea Ecuatorial, 5 de enero de 1938 – Bata, 12 de noviembre de 2012) fue un político, escultor y pintor ecuatoguineano.

## Biografía
Fue Ministro de Cultura de la República de Guinea Ecuatorial durante más de veinte años y una de las figuras artísticas más importantes de África, conocido en toda África como "El Picasso Negro", fue presidente de la Asociación de Artes Plásticas del Centro Internacional de Civilización Bantú [CICIBA].  Archivado el 29 de marzo de 2007 en Wayback Machine.
Exiliado durante la dictadura de Francisco Macías, lideró el Frente Anti-Macías (FAM). Regresó a Guinea Ecuatorial tras el golpe de Estado de 1979.
Fue el primer civil en el Gobierno del Presidente Teodoro Obiang y además el único que permaneció tanto tiempo.

Fue el presidente del CICTE en Malabo, Guinea Ecuatorial, y Comisario general por la Expo 2008 de Zaragoza, representando a Guinea Ecuatorial.
Son numerosas las exposiciones presentadas y muchas las obras que figuran en museos oficiales y en colecciones particulares. Ha sido delegado de arte por la Organización para la Unidad Africana (OUA) en el I Festival Cultural Panafricano de Argel, en 1968; Director y Cofundador de la Sala Gaudí de Barcelona; Director de Promoción del I Congreso de Artes Plásticas de Latinoamérica en Barcelona; Director y Cofundador de la Asociación Cultural "A-71" de Barcelona; Invitado de Honor en la Expotur Internacional de Ohio (USA); Invitado de África en la IV Trienal de Bratislava; XXVIII Exposición del Salón de la Jeune Sculpture de Paris. Es considerado Benjamín de Picasso y de Senghor, de Lam y de Makaba y de Césaire y Embajador del International Parliament for Safety and Peace por su trabajo por la Pax en África y correspondiente de la Real Academia Española. Integró el grupo de Académicos procedentes de Guinea Ecuatorial (Julián Bibang Oyee; Trinidad Morgades Besari; Federico Edjoo Ovono, embajador ecuatoguineano en Francia; Agustín Nze Nfumu, embajador ecuatoguineano en el Reino Unido, y el artista Leandro Mbomio Nsue ) promotores de la futura Academia Ecuatoguineana de la Lengua Española. Si bien no la llegó a ver creada ya que falleció en el policlínico La Paz en la ciudad de Bata el 12 de noviembre de 2012 a consecuencia de una "larga enfermedad que venía padeciendo". En aquel momento el cargo de presidente del Consejo de Investigaciones Científicas y Tecnológicas de Guinea Ecuatorial (CICTE).
En el primer aniversario de su fallecimiento, el Centro Cultural de España en Malabo y la Embajada de España inauguraron "Integración tribal" una obra suya en bronce como homenaje institucional.

## Premios
- I Premio Nacional de Pintura (Guinea Ecuatorial)
- III Premio Nacional de Pintura Círculo de Bellas Artes de Madrid.
- Premio África de Escultura en la exposición organizada por el Consejo Superior de Investigaciones Científicas y el Instituto de Estudios Africanos en los años 1967[10] y 1971. En 1974 (fuera de concurso) se le concede el Premio de Honor de África.
- Premio-Beca de la "Fundación Art-Corston" en el Festival Internacional de las Artes de Cincinnati (USA).
- Dos diplomas de la Feria Internacional de Cerámica de Valencia.
- Cuatro Diplomas del Instituto de Estudios Africanos de Madrid.
- Diploma de Excelencia del Instituto de Artes y Ciencias Cinematográficas de Hollywood.
- Diploma de Honor de la Feria Internacional de Muestras de Barcelona.
- Premio de Honor y Medalla de Oro de la III Bienal Artesport-74, en Bilbao.
- Medalla de África (Premio Extraordinario) de la Exposición de Pintores y Escultores de África por su obra escultórica "Ayingono". Madrid, marzo de 1975.[11]
- Medalla de Bronce en la Exposición Gran Premio de Escultura 1976 del Círculo Bellas Artes de Madrid.
- Premio de Honor y Medalla de Oro de la V Bienal Internacional del Deporte del Círculo de las Bellas Artes. Barcelona 1975.
- Premio-Adquisición del Estado francés en el "Salon de la Jeune Sculpture de París", 1975.

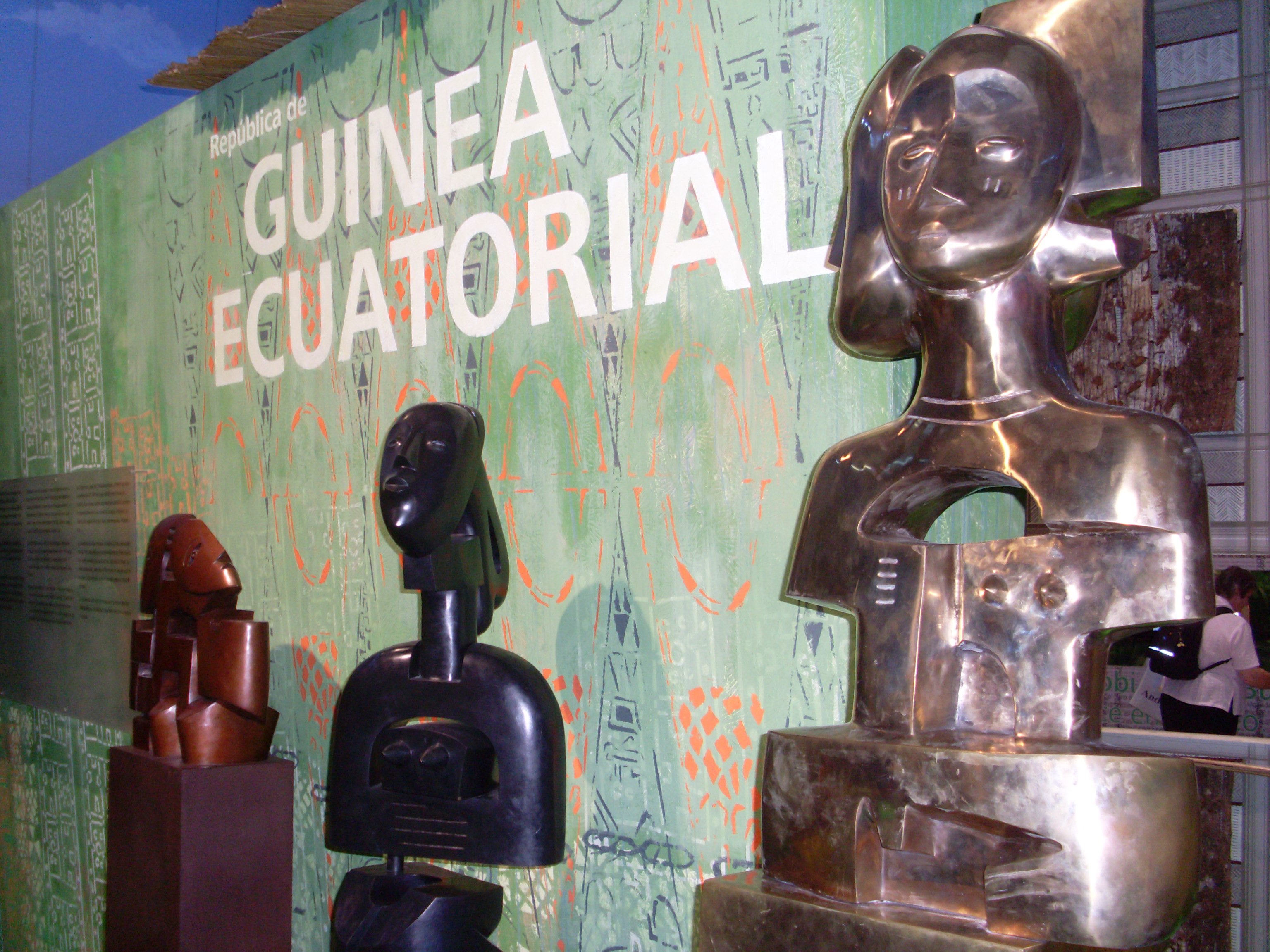
Obra de Leandro Mbomio en el Stand de Guinea Ecuatorial en la Expozaragoza 2008.
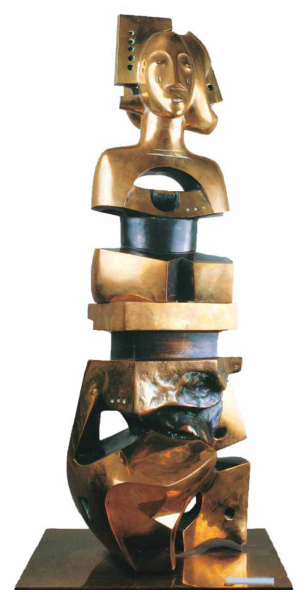
Versión de la serie "Integración Tribal" (1975) de Leandro Mbomío. Colección de AECID expuesta en la Embajada de España en Malabo.
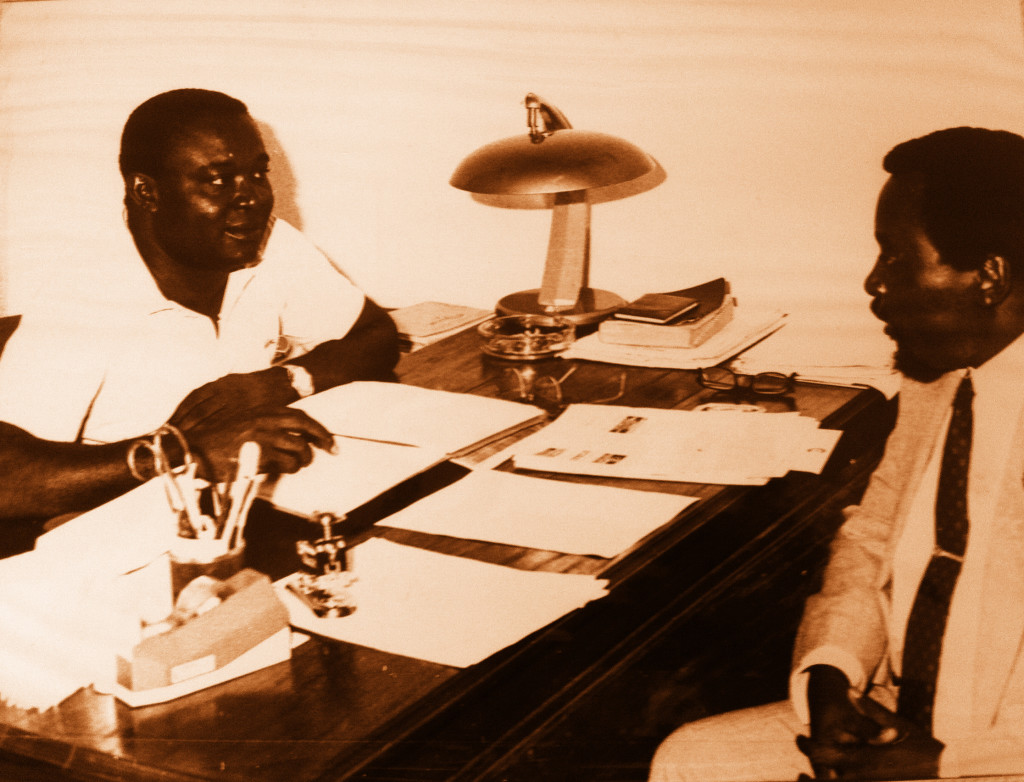
Donato Ndongo y Leandro Mbomío en el CCH-G.